# Ivanivka, Petrîkivka
Ivanivka (în ucraineană Іванівка) este localitatea de reședință a comunei Ivanivka din raionul Petrîkivka, regiunea Dnipropetrovsk, Ucraina.

## Demografie
Componența lingvistică a localității Ivanivka
     Ucraineană (97,9%)
     Rusă (1,58%)
     Alte limbi (0,15%)
Conform recensământului din 2001, majoritatea populației localității Ivanivka era vorbitoare de ucraineană (97,9%), existând în minoritate și vorbitori de rusă (1,58%).